# Панч-кедар
Панч-кедар (санскр. पंचकेदार) — пять индуистских храмов или святых мест в Гималаях в регионе Гархвал в индийском штате Уттаракханд. Храмы посвящены Шиве и являются важными местами паломничества для шиваитов. Панч-кедары описываются во многих легендах, которые связывают их возникновение с пятью Пандавами — героями древнеиндийского эпоса «Махабхарата».
Индуисты, как правило, во время совершения паломничества посещают эти храмы в определённом порядке: Кедарнатх, Тунгнатх, Рудранатх, Мадхьямахешвар и Калпешвар. Кедарнатх является самым важным из них, так как в храме Кедарнатха находится один из 12 Джьотирлингамов.